# 알리아 전투

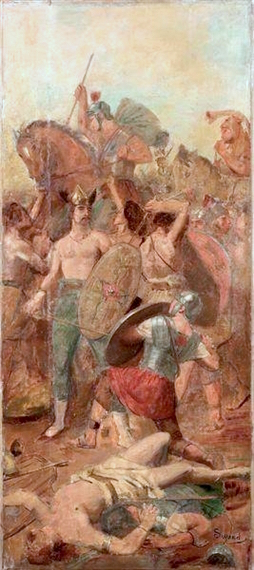
알리아 전투의 모습

알리아 전투(Battle of the Allia)는 기원전 390년 로마 공화국과 북부 이탈리아를 침공한 갈리아인 중 하나인 세노네스족 사이의 전투이다. 로마에서 북쪽으로 16km 떨어진 테베레강과 알리아 개천(開川)의 합류 지점에서 일어났다. 전투는 로마군의 치명적인 패배로 끝났으며, 갈리아인들이 수도 로마를 공격하는 결과를 낳았다.